# Saison 1 de FBI
 (septembre 2020).
Si vous disposez d'ouvrages ou d'articles de référence ou si vous connaissez des sites web de qualité traitant du thème abordé ici, merci de compléter l'article en donnant les références utiles à sa vérifiabilité et en les liant à la section « Notes et références ».
Chronologie
Saison 2
Cet article présente le guide des épisodes de la première saison de la série télévisée américaine FBI.

## Généralités
Le 11 octobre 2018, satisfaite des audiences, CBS commande neuf épisodes supplémentaires, portant la saison à 22 épisodes.
- Aux États-Unis, la série a été diffusée du 25 septembre 2018 au 14 mai 2019 sur CBS[2].
- Au Canada, elle a été diffusée en simultané sur le réseau Global[3].
- Au Québec, la série est diffusée à partir du 27 août 2019 à Séries+[4].
- En France, depuis le 8 octobre 2019 sur Série Club[5] et en clair à partir du 9 janvier 2020 sur M6[6].
- En Belgique depuis le 15 octobre 2019 sur RTL TVI[7].
- En Suisse depuis le 24 novembre 2019 sur RTS 1.

## Synopsis
La série se concentre sur le fonctionnement interne du bureau de New York du Federal Bureau of Investigation (FBI). Cette unité d'élite met à profit tous ses talents, son intelligence et son expertise technique sur les grands dossiers afin de garantir la sécurité de New York et du pays.

## Distribution

### Acteurs principaux
- Missy Peregrym (VF : Stéphanie Hédin) : Maggie Bell, agent spécial
- Zeeko Zaki (VF : Jim Redler) : Omar Adom « OA » Zidan, agent spécial
- Jeremy Sisto (VF : Maurice Decoster) : Jubal Valentine, agent spécial et responsable adjoint du centre de liaison des opérations du FBI
- Ebonée Noel Laer (VF : Laetitia Laburthe) : Kristen Chazal, agent spécial et analyste
- Sela Ward (VF : Céline Monsarrat) : Dana Mosier, agent spécial adjoint en charge et responsable du centre de liaison des opérations du FBI

### Acteurs récurrents et invités
- Connie Nielsen (VF : Françoise Cadol) : Ellen Solberg (pilote)
- Nina Lisandrello (en) (VF : Sophie Riffont) : Eve Nettles (saison 1)
- Rodney Richardson : Ray Stapleton (saison 1)
- Derek Hedlund : Agent spécial JT
- James Chen (VF : Stéphane Fourreau) : Ian Lim
- Thomas Phillip O'Neil (VF : Fabrice Josso) : Dr Neil Mosbach
- Matthew Lillard : Tommy Gilman (épisode 18)[8],[9]
- Peter Facinelli : Mike Venutti (épisode 18)[8],[10]

De FBI: Most Wanted
- Julian McMahon : Jess LaCroix, agent spécial de supervision du FBI[11]
- Keisha Castle-Hughes : Hana Gibson, analyste du FBI[12]
- Kellan Lutz : Ken Crosby, agent spécial du FBI[13]
- Roxy Sternberg : Sheryll Barnes, agent spécial du FBI et commandant en second[14]
- Nathaniel Arcand : Clinton Skye, agent spécial du FBI[15]
- YaYa Gosselin : Tali Lacroix, fille de Jess LaCroix
- Alana de la Garza (VF : Chantal Baroin) : Isobel Castile, agent spécial adjoint en charge[16]

## Épisodes

### Épisode 1:Bombe à retardement
- États-Unis : 25 septembre 2018 sur CBS
- France : 9 janvier 2020 sur M6

- États-Unis : 10,09 millions de téléspectateurs

- Connie Nielsen : Ellen Solberg
- Dallas Roberts : Robert Lawrence

Une explosion frappe un immeuble de New York en plein après-midi. Maggie Bell et Omar Zidan surnommé OA enquêtent sur l'affaire. L'enquête les conduit vers un règlement de comptes entre deux gangs rivaux, mais lorsque les deux suspects sont retrouvés morts l'affaire prend une autre tournure. 

### Épisode 2:L'Oiseau vert
- États-Unis : 2 octobre 2018 sur CBS
- France : 9 janvier 2020 sur M6

- États-Unis : 9,37 millions de téléspectateurs

### Épisode 3:Portées Disparues
- États-Unis : 9 octobre 2018 sur CBS
- France : 9 janvier 2020 sur M6

- États-Unis : 9,17 millions de téléspectateurs

Une jeune femme, Hailey, arrive ensanglantée dans le jardin d'une famille. La police découvre plusieurs corps enterrés dans un lieu isolé. Maggie et OA prennent l'affaire en main. Sur les corps, les agents remarquent qu'une partie de peau a été retirée sur le côté gauche de la poitrine. Cette découverte les orientent vers un réseau ukrainien de trafiquants d'êtres humains. Au cours de leur enquête, Maggie et OA rencontrent un client de Hailey qui les conduit à l'endroit où il a vu Hailey pour la dernière fois. Dans cette maison, Maggie et OA découvrent une petite pièce avec des affaires médicales. Après avoir discuté avec Hailey, ils retrouvent la piste du médecin impliqué dans le réseau. Mais arrivés à l'hôpital, ils ne peuvent que constater la mort du médecin. Maggie et OA entrent et se séparent. Maggie prend en chasse Snake et une altercation a lieu et le suspect réussit à s'enfuir. Mais une empreinte de Snake sur le mur permet à l'équipe de l'identifier. Ils se rendent à son domicile et retrouvent les morceaux de peau dans une petite boite. 
Pour coincer Snake, Jubal se rend à un hôtel et se fait passer pour un client. L'équipe réussit à arrêter Snake et retrouve plusieurs filles dans une maison proche de la plage ainsi que la sœur de Hailey. 

### Épisode 4:La Traque
- États-Unis : 16 octobre 2018 sur CBS
- France : 16 janvier 2020 sur M6

- États-Unis : 9,31 millions de téléspectateurs

Un sniper tue trois personnes en plein centre d'affaires. Les premières investigations désignent un assistant du procureur comme cible présumée. Mais cette théorie est contredite lorsqu'une fusillade a lieu dans un quartier résidentiel. Les agents se questionnent sur le lien entre les deux fusillades et concluent que cela a peut-être un lien avec les lieux. Au cours de leur enquête, ils constatent qu'il y avait deux tireurs lors de la deuxième fusillade et trouvent un suspect, Cole, un ancien militaire. La fiancée de Cole est morte d'un cancer et il s'est retrouvé sans rien du jour au lendemain. Après avoir enquêté sur les motivations de Cole, l'équipe trouve le prochain lieu de la fusillade et se rend sur place. Maggie dirige les négociations avec Cole mais malheureusement elle est obligée de prendre la décision d'abattre Cole. 

### Épisode 5:Scénario catastrophe
- États-Unis : 23 octobre 2018 sur CBS
- France : 16 janvier 2020 sur M6

- États-Unis : 8,82 millions de téléspectateurs

### Épisode 6:La Rançon
- États-Unis : 30 octobre 2018 sur CBS
- France : 16 janvier 2020 sur M6

- États-Unis : 9,41 millions de téléspectateurs

- Eion Bailey : Sénateur Gary Lynch

### Épisode 7:Pas d'honneur entre voleurs
- États-Unis : 13 novembre 2018 sur CBS
- France : 23 janvier 2020 sur M6

- États-Unis : 9,19 millions de téléspectateurs

### Épisode 8:Le Jugement Dernier
- États-Unis : 20 novembre 2018 sur CBS
- France : 23 janvier 2020 sur M6

- États-Unis : 8,91 millions de téléspectateurs

### Épisode 9:Sous haute protection
- États-Unis : 4 décembre 2018 sur CBS
- France : 23 janvier 2020 sur M6

- États-Unis : 9,72 millions de téléspectateurs

### Épisode 10:Le Dogme de l'armurier
- États-Unis : 11 décembre 2018 sur CBS
- France : 30 janvier 2020 sur M6

- États-Unis : 9,04 millions de téléspectateurs

- Billy Burke : Rowan Quinn

### Épisode 11:Dure limite
- États-Unis : 15 janvier 2019 sur CBS
- France : 30 janvier 2020 sur M6

- États-Unis : 9,33 millions de téléspectateurs

### Épisode 12:Un nouveau jour
- États-Unis : 22 janvier 2019 sur CBS
- France : 30 janvier 2020 sur M6

- États-Unis : 7,40 millions de téléspectateurs

### Épisode 13:Le pacte
- États-Unis : 12 février 2019 sur CBS
- France : 30 janvier 2020 sur M6

- États-Unis : 9,45 millions de téléspectateurs

### Épisode 14:Meurtres sur commande
- États-Unis : 19 février 2019 sur CBS
- France : 6 février 2020 sur M6

- États-Unis : 9,06 millions de téléspectateurs

### Épisode 15:Des femmes exceptionnelles
- États-Unis : 26 février 2019 sur CBS
- France : 6 février 2020 sur M6

- États-Unis : 9,45 millions de téléspectateurs

### Épisode 16:La vengeance des invisibles
- États-Unis : 12 mars 2019 sur CBS
- France : 6 février 2020 sur M6

- États-Unis : 8,95 millions de téléspectateurs

### Épisode 17:Apex
- États-Unis : 26 mars 2019 sur CBS
- France : 6 février 2020 sur M6

- États-Unis : 9,13 millions de téléspectateurs

### Épisode 18:Chasse à l'homme
- États-Unis : 2 avril 2019 sur CBS
- France : 13 février 2020 sur M6

- États-Unis : 9,08 millions de téléspectateurs

- Julian McMahon : Jess LaCroix, agent spécial de supervision du FBI
- Keisha Castle-Hughes : Hana Gibson, analyste du FBI
- Kellan Lutz : Ken Crosby, agent spécial du FBI
- Roxy Sternberg : Sheryll Barnes, agent spécial du FBI
- Nathaniel Arcand : Clinton Skye, agent spécial du FBI
- YaYa Gosselin : Tali Lacroix, fille de Jess LaCroix
- Alana de la Garza : Isobel Castile, agent spécial adjoint en charge
- Matthew Lillard : Tommy Gilman
- Peter Facinelli : Mike Venutti[8]

- Cet épisode est un backdoor pilot pour la nouvelle série dérivée FBI: Most Wanted diffusée depuis janvier 2020[17].

- La série FBI: Most Wanted a abouti à une petite  réunion «Twilight» avec l'une de ses co-stars de ce film - Peter Facinelli, qui a joué le Dr Carlisle Cullen, le père d'Emmett - Kellan Lutz, tient le rôle de Ken Crosby, agent spécial du FBI. Peter Facinelli joue le frère du tueur dans l'épisode de la série[10].

### Épisode 19:Conflit d'intérêts
- États-Unis : 16 avril 2019 sur CBS
- France : 13 février 2020 sur M6

- États-Unis : 8,76 millions de téléspectateurs

### Épisode 20:À cœur ouvert
- États-Unis : 30 avril 2019 sur CBS
- France : 13 février 2020 sur M6

- États-Unis : 8,86 millions de téléspectateurs

### Épisode 21:Doubles vies
- États-Unis : 7 mai 2019 sur CBS
- France : 13 février 2020 sur M6

- États-Unis : 8,76 millions de téléspectateurs

### Épisode 22:Une affaire personnelle
- États-Unis : 14 mai 2019 sur CBS
- France : 13 février 2020 sur M6

- États-Unis : 8,56 millions de téléspectateurs

## Audiences aux États-Unis
| N° d'épisode | Titre original         | Titre français              | Chaîne | Date de diffusion originale | Audience (en millions de téléspectateurs) |
| ------------ | ---------------------- | --------------------------- | ------ | --------------------------- | ----------------------------------------- |
| 1            | Pilot                  | Bombe à retardement         | CBS    | 25 septembre 2018           | 10.09                                     |
| 2            | Green Birds            | L'Oiseau vert               | CBS    | 2 octobre 2018              | 9.37                                      |
| 3            | Prey                   | Portées Disparues           | CBS    | 9 octobre 2018              | 9.17                                      |
| 4            | Crossfire              | La Traque                   | CBS    | 16 octobre 2018             | 9.31                                      |
| 5            | Doomsday               | Scénario catastrophe        | CBS    | 23 octobre 2018             | 8.82                                      |
| 6            | Family Man             | La Rançon                   | CBS    | 30 octobre 2018             | 9.41                                      |
| 7            | Cops and Robbers       | Pas d'honneur entre voleurs | CBS    | 13 novembre 2018            | 9.19                                      |
| 8            | This Land is Your Land | Le Jugement Dernier         | CBS    | 20 novembre 2018            | 8.91                                      |
| 9            | Compromised            | Sous haute protection       | CBS    | 4 décembre 2018             | 9.72                                      |
| 10           | The Armorer's Faith    | Le Dogme de l'armurier      | CBS    | 11 décembre 2018            | 9.04                                      |
| 11           | Identity Crisis        | Dure limite                 | CBS    | 15 janvier 2019             | 9.33                                      |
| 12           | A New Dawn             | Un nouveau jour             | CBS    | 22 janvier 2019             | 7.40                                      |
| 13           | Partners in Crime      | Le pacte                    | CBS    | 12 février 2019             | 9.45                                      |
| 14           | Exposed                | Meurtres sur commande       | CBS    | 19 février 2019             | 9.06                                      |
| 15           | Scorched Earth         | Des femmes exceptionnelles  | CBS    | 26 février 2019             | 9.45                                      |
| 16           | Invisible              | La vengeance des invisibles | CBS    | 12 mars 2019                | 8.95                                      |
| 17           | Apex                   | Apex                        | CBS    | 26 mars 2019                | 9.13                                      |
| 18           | Most Wanted            | Chasse à l'homme            | CBS    | 2 avril 2019                | 9.08                                      |
| 19           | Conflict of Interest   | Conflit d'intérêts          | CBS    | 16 avril 2019               | 8.76                                      |
| 20           | What Lies Beneath      | À cœur ouvert               | CBS    | 30 avril 2019               | 8.86                                      |
| 21           | Appearances            | Doubles vies                | CBS    | 7 mai 2019                  | 8.76                                      |
| 22           | Closure                | Une affaire personnelle     | CBS    | 14 mai 2019                 | 8.56                                      |